# حوزة قم
حوزة قم العلمية (بالفارسیة: حوزه علمیه قم) هي ثاني أهم مدرسة أو جامعة دينية لدى الطائفة الشيعية الإمامية الإثني عشرية، بعد حوزة النجف. وقد ازدادت أهمية حوزة قم بسبب التضييق الذي كان يلاقيه المسلمون الشيعة في العراق خلال حقبة النظام العراقي السابق حيث اضطر الطلبة الأجانب على مغادرة العراق مما دفعهم للتوجه إلى إيران وتحديدا إلى مدينة قم. بلغ عدد طلبة العلم في قم ما يقارب 50 الف طالب علم في العلوم الدينية.
كان نصف طلاب الحوزة العلمية تقريبا من الأيرانيين ثم يأتي من بعدهم الهنود والأفغان والعراقين والباكستانيين والسعوديين (من الأحساء والقطيف) واللبنانين (من جبل عامل في الأغلب) والأفارقة ثم تأتي الجاليات الأخرى بأعداد متفاوتة من خليجيين (من البحرين والكويت وعمان والإمارات) وصينين ومصريين ومن كل دول العالم تقريبا بأعداد كثيرة حتى من الولايات المتحدة الأمريكية.
تأسست حوزة قم في مدينة قم على يد الشيخ عبد الكريم الحائري سنة 1340 هجرة قمری/ 1301 هجري شمسي، 1923 ميلادي، أو تجديدها إن صح التعبير، فمدرسة قم تعود إلى القرون الهجرية الأولى، لكن الشيخ أعاد تجديدها بصبغة جديدة، وأطلق عليها اسما جديدا وهو ( الحوزة العلمية ).

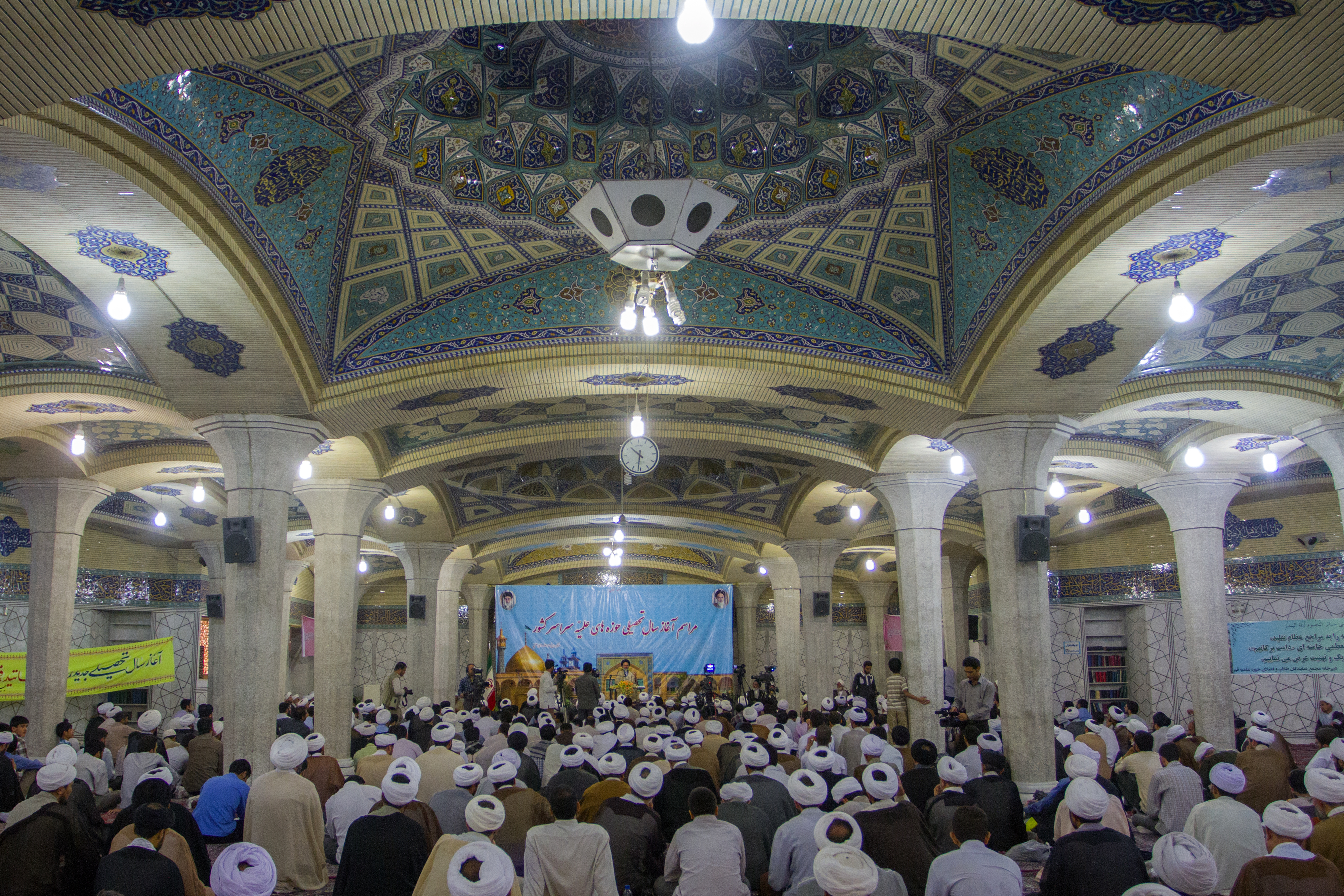

## مؤسسات حوزة قم
تزخر حوزة قم العلمية اليوم بالعديد من المدارس العلمية التقليدية والجامعات الأكاديمية والمؤسسات المعرفية والبحثية، يزيد عددها على 170 مؤسسة ومدرسة ومن أهمها :
- المدرسة الفيضية : تعتبر مركز إدارة الحوزة العلمية في قم يعود تأسيسها إلى العهد الصفوي.
- المدرسة الحجتية : أسسها محمد حجت حسين على حسن الكوة كمرى التبريزى وهي مخصصة حالياً لدارسة قسم من الطلبة غير الإيرانيين وتعتبر مركز عالمي للدراسات الإسلامية.
- مدرسة الكلبايكاني : وهي من المشاريع الحديثة وتضم معهداً لعلوم القرآن.
- جامعة الزهراء : وهي مدينة جامعية حديثة خاصة بالنساء تأسست تحت اشراف الخميني
- مدرسة بنت الهدى وهي مدينة جامعية حديثة خاصة بالنساء
- جامعة الصدوق : وهي مدينة جامعية حديثة في قم تحتوي على 6 مؤسسات جامعية.
- جامعة المفيد : وهي مشروع جامعي حديث وكبير أيضاً.
- جامعة المصطفي العالمية. قم
- جامعة المصطفی(ص) المفتوحة
- الموقع الرسمي مجمع الإمام الخميني للدراسات العليا
- مرکز تعليم اللغات، والمعارف الإسلامی| مدرسه علمیه المهدی
- جامعة آل البيت العالمية

## مواضيع ذات صلة
- عبد الكريم الحائري اليزدي*
- جامعة المصطفى العالمية
- جامعة آل البيت العالمية
- المجمع العالمي لأهل البيت
- محافظة قم
- مقاطعة قم
- قم

## وصلات خارجية
- الموقع الرسمي لجامعة المصطفي العالمية. قم نسخة محفوظة 30 يوليو 2017 على موقع واي باك مشين.
- الموقع الرسمي جامعة المصطفی(ص) المفتوحة
- الموقع الرسمي لمجمع الإمام الخميني (قدس سره) للدراسات العليا نسخة محفوظة 23 يوليو 2022 على موقع واي باك مشين.
- الموقع الرسمي لمرکز تعليم اللغات، والمعارف الإسلامی مدرسة المهدي (عج) العلمية
- الموقع الرسمي لجامعة آل البيت العالمية
- الموقع الرسمي للمجمع العالمي لأهل‌البیت
- الموقع الرسمي لمركز البحوث الكمبيوترية للعلوم الإسلامية (النور)
- الموقع الرسمي لرابطة الحوار الديني للوحدة
- الموقع الرسمي لمركز الخدمات الطلابية في الحوزة العلمية بـ قم | فارسي
- الموقع الرسمي لإدارة الحوزة العلمية في قم نسخة محفوظة 3 أكتوبر 2019 على موقع واي باك مشين. | فارسي
- موقع الحوزة العلمية | فارسي
- الموقع الرسمي لمديرية حوزة قم العلمية | فارسي
- الموقع الرسمي لمديرية الحوزة العلمية النسائية قم | فارسي